# ضاحية تيرونلفلي

موقع المقاطعة في ولاية تاميل نادو

تيرونفيلي رمزها «TI» (بالإنجليزية: Tirunelveli)‏ ، هو تقسيم إداري لدولة الهند تتبع ولاية تاميل نادو (بالإنجليزية: Tamil  Nadu)‏ ، مركزها هو مدينة تيرونيلفلي (بالإنجليزية: Tirunelveli)‏ عدد سكانها حسب تعداد سنة 2001 هو 2,801,194 ، مساحتها 6,810 كم² وكثافة السكان 411 لكل كم² .